# Villarboit
Villarboit (Vilarbòit in piemontese) è un comune italiano di 368 abitanti della provincia di Vercelli in Piemonte. Una parte del comune è compresa nel Parco Naturale delle Lame del Sesia.

## Geografia fisica

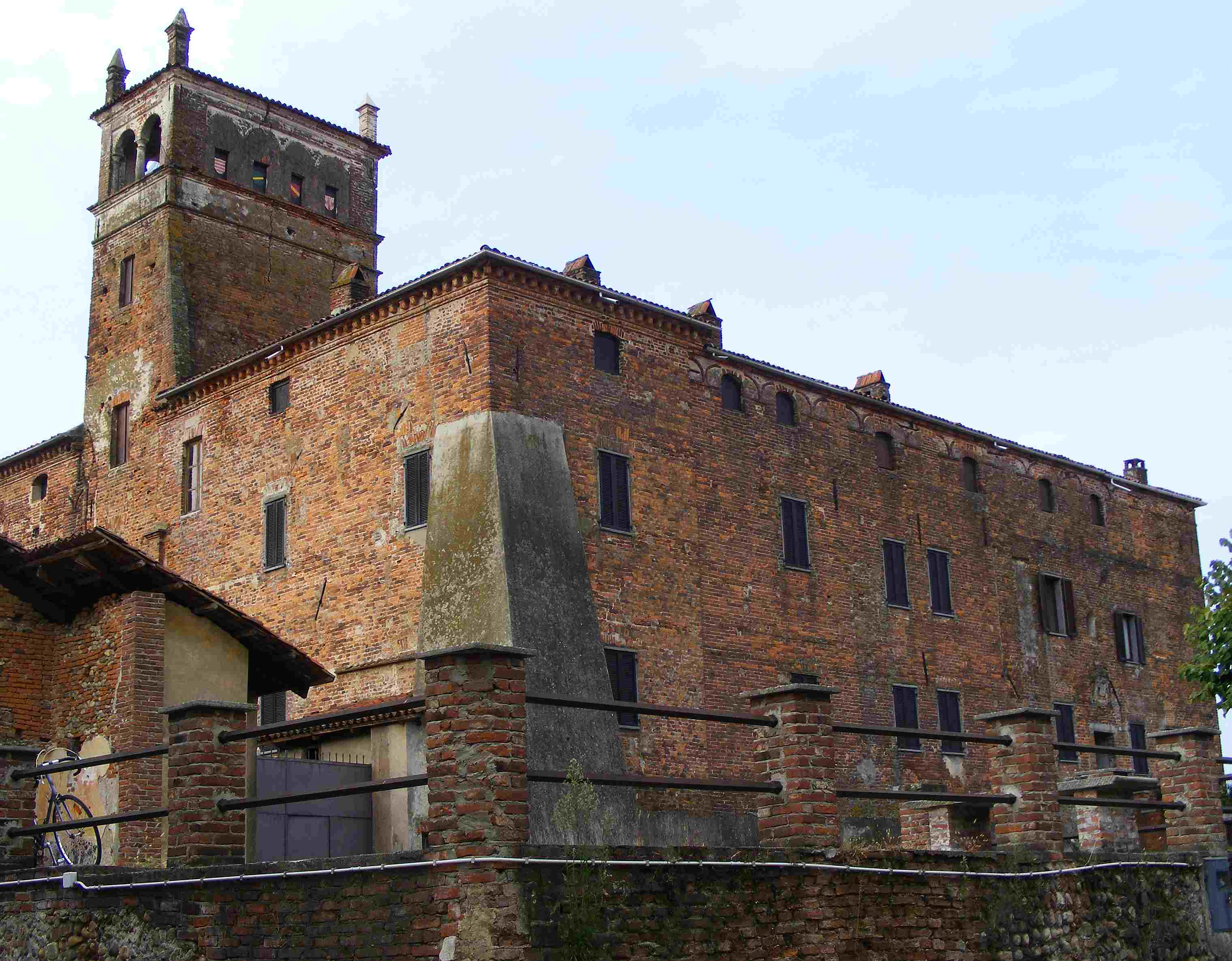
Il castello

Il territorio comunale, esteso 25,51 km², è pianeggiante ed è attraversato da settentrione a meridione dal torrente Rovasenda, che ne lambisce il capoluogo. Il torrente Marchiazza segna invece il confine con Albano Vercellese, mentre il Cervo transita nella parte sudoccidentale del Comune.
A poca distanza dal capoluogo transita anche il canale Cavour, che oltrepassa il Rovasenda e la Marchiazza  con due ponti canale.

Oltre che nel capoluogo, che è circondato da estese risaie e da cascine isolate, l'edificato si concentra anche nelle frazioni di San Marco e di Busonengo, situate rispettivamente a settentrione e a meridione del centro comunale.
Confina a nord con San Giacomo Vercellese, a nord-est con Arborio, ad est con Greggio e Albano Vercellese, a sud con Collobiano, a sud-ovest con Casanova Elvo e ad ovest con Formigliana e Balocco.

## Origini del nome
La prima parte del toponimo, villar, deriva dal latino villa, più precisamente dall'aggettivo villaris, col significato di "(appartenente a) tenuta agricola" e in seguito anche "(appartenente a) borgata". "Boit" potrebbe derivare da un patronimico, forse del tipo Boctus, considerando l'evoluzione fonetica tipica del piemontese.

## Storia
Anticamente era posto sotto la giurisdizione di Monformoso (ora semplicemente una cascina).
 I Signori di Villarboit furono i Conti di Biandrate, gli Avogadro, i Langosco di Stroppiana, i Falletti di Barolo e i Solaroli di Briona.

### Simboli
Lo stemma del comune di Villarboit è stato concesso con decreto del presidente della Repubblica del 16 gennaio 1995.
(D.P.R. 16 gennaio 1995)
Il gonfalone è un drappo di verde.

## Monumenti e luoghi d'interesse
- Castello di Villarboit

## Società

### Evoluzione demografica
Abitanti censiti

## Infrastrutture e trasporti
La principale via d'accesso al territorio è l'autostrada A4 tramite il casello di Balocco.
Tra il 1890 e il 1933 la frazione di Busonengo fu servita dalla tranvia Vercelli-Biella.

## Amministrazione
| Periodo | Periodo   | Primo cittadino             | Partito                           | Carica                            | Note                                               |
| ------- | --------- | --------------------------- | --------------------------------- | --------------------------------- | -------------------------------------------------- |
| 1814    | 1821      | Gaetano Arrigoni            |                                   | Sindaco                           |                                                    |
| 1821    | 1822      | Giovanni Angelo Maceraudi   |                                   | Sindaco                           | si dimette il 12 luglio 1822                       |
| 1822    | 1823      | Pietro Testa                |                                   | Sindaco                           | muore il 21 maggio 1823                            |
| 1823    | 1823      | Giovanni Pareglio           |                                   | Vicesindaco                       | reggenza ad interim                                |
| 1823    | 1827      | Pietro Orsino               |                                   | Sindaco                           |                                                    |
| 1827    | 1830      | Giuseppe Ravinale           |                                   | Sindaco                           |                                                    |
| 1830    | 1832      | Ferdinando Asti             |                                   | Sindaco                           |                                                    |
| 1832    | 1837      | Giuseppe Ravinale           |                                   | Sindaco                           |                                                    |
| 1837    | 1841      | Ferdinando Asti             |                                   | Sindaco                           |                                                    |
| 1841    | 1843      | Pietro Orsino               |                                   | Sindaco                           |                                                    |
| 1843    | 1844      | Giovanni Battista Palmesino |                                   | Sindaco                           |                                                    |
| 1844    | 1847      | Michele Maceraudi           |                                   | Sindaco                           |                                                    |
| 1847    | 1849      | Angelo Barberis             |                                   | Sindaco                           |                                                    |
| 1849    | 1850      | Giovanni Ubertalli          |                                   | Sindaco                           |                                                    |
| 1850    | 1856      | Angelo Barberis             |                                   | Sindaco                           |                                                    |
| 1856    | 1858      | Giovanni Testa              |                                   | Sindaco                           |                                                    |
| 1858    | 1860      | Carlo Cappa                 |                                   | Sindaco                           |                                                    |
| 1860    | 1864      | Alessandro Fanchinotti      | Liberale                          | Sindaco                           |                                                    |
| 1864    | 1874      | Luigi Piccini               | Liberale                          | Sindaco                           |                                                    |
| 1874    | 1875      | Agostino Monta              | Liberale                          | Sindaco                           |                                                    |
| 1875    | 1902      | Amedeo Conti                | Liberale                          | Sindaco                           | si dimette l'11 ottobre 1922                       |
| 1902    | 1907      | Giovanni De Alessi          | Liberale                          | Sindaco                           | muore il 25 febbraio 1907                          |
| 1907    | 1907      | Gentile Defabianis          | Liberale                          | Assessore Anziano                 | reggenza ad interim                                |
| 1907    | 1914      | Vincenzo Giuseppe Baracco   | Liberale                          | Sindaco                           |                                                    |
| 1914    | 1917      | Francesco Pedruzzi          | Partito Socialista                | Sindaco                           | si dimette nel luglio 1917 per partire al fronte   |
| 1917    | 1917      | Luigi Pedruzzi              | Partito Socialista                | Consigliere facente funzioni      | reggenza ad interim                                |
| 1917    | 1919      | Giovanni Roggero            |                                   | Commissario Prefettizio           |                                                    |
| 1919    | 1919      | Francesco Pedruzzi          | Partito Socialista                | Sindaco                           | rientra dal fronte nel 1919                        |
| 1919    | 1920      | Roberto Re                  |                                   | Presidente del Consiglio Comunale | reggenza ad interim, si dimette nel settembre 1920 |
| 1920    | 1922      | Pietro Bosso                | Partito Socialista                | Sindaco                           | si dimette nel luglio 1922                         |
| 1922    | 1940      | Giovanni Monta              | Partito Nazionale Fascista        | Sindaco poi (dal 1926) Podestà    |                                                    |
| 1940    | 1945      | Lorenzo Vercellotti         | Partito Nazionale Fascista        | Podestà                           | si dimette il 27 aprile 1945                       |
| 1945    | 1946      | Natale Radice               | Comitato di Liberazione Nazionale | Presidente                        |                                                    |
| 1946    | 1951      | Francesco Bosso             | Partito Comunista Italiano        | Sindaco                           | si dimette il 18 agosto 1951                       |
| 1951    | 1960      | Guido Olmo                  | Partito Comunista Italiano        | Sindaco                           |                                                    |
| 1960    | 1964      | Francesco Bosso             | Democrazia Cristiana              | Sindaco                           |                                                    |
| 1964    | 1966      | Pietro Finati               | Partito Comunista Italiano        | Sindaco                           | si dimette l'8 agosto 1966                         |
| 1966    | 1970      | Annibale Gili               | Partito Comunista Italiano        | Sindaco                           |                                                    |
| 1970    | 1972      | Antonio Bosso               | Democrazia Cristiana              | Sindaco                           | si dimette il 20 marzo 1972                        |
| 1972    | 1975      | Ennio Bonda                 | Democrazia Cristiana              | Sindaco                           |                                                    |
| 1975    | 1990      | Annibale Gili               | lista civica Unione Democratica   | Sindaco                           |                                                    |
| 1990    | 1998      | Ennio Bonda                 | lista civica Rinnovamento         | Sindaco                           | si dimette il 7 ottobre 1998                       |
| 1998    | 1999      | Elena Gregoroni             |                                   | Commissario Straordinario         |                                                    |
| 1999    | 2009      | Paolo Onorato               | lista civica Rinnovamento         | Sindaco                           |                                                    |
| 2009    | 2014      | Roberto Badini              | lista civica Rinnovamento         | Sindaco                           |                                                    |
| 2014    | 2019      | Davide Olivetta             | lista civica Cambiare Villarboit  | Sindaco                           |                                                    |
| 2019    | 2024      | Virginia Gilli              | lista civica Unione Villarboit    | Sindaco                           |                                                    |
| 2024    | in carica | Virginia Gilli              | lista civica Unione Villarboit    | Sindaco                           |                                                    |